# ポール・K・ウェイマー
ポール・K・ウェイマー（Paul K. Weimer、1914年11月5日 - 2005年1月6日）は、テレビ映像撮影用撮像管の感度を上げる電子増倍管、ステンシルリソグラフィ、CMOSイメージセンサ、薄膜トランジスタ（TFT）の開発に貢献したことで知られる人物。

## 生涯
インディアナ州ウォバッシュ生まれ。1936年、インディアナ州にあるマンチェスター大学 (インディアナ州)で数学と物理学の学士号を取得、1938年、カンザス大学で物理学の修士号を取得。さらに、1942年にオハイオ州立大学で物理学の博士号を取得した。その後、ニュージャージー州プリンストンにあるRCAの研究所に入社し、1981年に退職するまで勤めた。
彼の最初の仕事は、映像撮影用撮像管に付随する電子増倍管の開発であった。この電子増倍管は、従来の100倍の感度を持つことが証明され、米国におけるテレビ放送の最初の20年間に、番組収録用テレビカメラで使用された。
1961年、ウェイマーはガラス基板にコプレーナー法で薄膜トランジスタを作ってみた。典型的な作成方法で、金のソースとドレインを蒸着し、次に多結晶の半導体材料を蒸着して、その上にゲートを配置した。そして、ゲートと半導体の間に絶縁体を挟んだところ、素晴らしい結果が得られ、1962年の論文「The TFT: A New Thin-Film Transistor」をIEEE誌で発表した。
90以上の特許を持ち、全米技術アカデミー会員、米国無線学会フェローでもあった。また、IREテレビ賞、1966年にIEEEモリス・N・リーブマン記念賞、RCAデイビッド・サルノフ科学部門優秀業績賞、1986年にドイツ写真協会文化賞、ニュージャージー発明家殿堂賞などを受賞している。
2005年にニュージャージー州プリンストンにて90歳で死去した。

## 参照
- CMOS